# توجيه النفايات الكهربائية والأجهزة الإلكترونية

رمز WEEE.

توجيه النفايات الكهربائية والأجهزة الإلكترونية (اختصاراً WEEE) هو توجيه صادر عن الاتحاد الأوروبي رقمه 2012/19/EU ويتعلق بإدارة المخلفات الإلكترونية، والذي أصبح ساري المفعول في دول الاتحاد منذ فبراير/شباط سنة 2003.
اعتمد كرمز لهذا التوجيه حاوية نفايات ذات عجلات عليها إشارة X وتحتها خط أسود، والذي يشبر إلى أن التجهيزات الإلكترونية موجودة في السوق بعد سنة 2005.

## اقرأ أيضاً
- مخلفات إلكترونية
- تدوير الحاسوب
- حوسبة خضراء